# Enseignement de Ptahhotep
L'Enseignement de Ptahhotep est une œuvre littéraire héritée de l'Égypte antique probablement rédigée à la fin de la Première Période intermédiaire à l'époque de la XIe dynastie. Ce recueil de maximes et de préceptes éthiques est destiné en premier lieu à la caste des scribes, des fonctionnaires et des juges. Cet écrit appartient au genre littéraire des sagesses. Ce genre très prisé au Proche-Orient apparaît aussi dans la Bible à travers le livre des Proverbes ou le livre de la Sagesse.

## Manuscrits
Cet enseignement est connu par quatre papyri, deux du Moyen Empire et deux du Nouvel Empire, par une tablette datée du règne des rois Hyksôs et par trois ostraca de l'époque ramesside. La version la plus complète figure sur le « papyrus Prisse » daté de la fin de la XIIe dynastie et conservé à la Bibliothèque nationale de France.

## Ptahhotep
Le prologue de cet enseignement décrit l'auteur à qui cette œuvre est attribuée. Devenu vieux et impotent (il aurait alors cent-dix ans),, Ptahhotep, vizir du roi Djedkarê Isési de la Ve dynastie, désire instruire son fils à son métier. Pour ce faire il lui prodigue bon nombre de conseils pratiques.

### Premier enseignement (extrait)
« Que ton cœur ne soit pas vaniteux à cause de ce que tu connais ; prends conseil auprès de l’ignorant comme auprès du savant, car on n’atteint pas les limites de l’art, et il n’existe pas d’artisan qui ait acquis la perfection. Une parole parfaite est plus cachée que la pierre verte ; on la trouve pourtant auprès des servantes qui travaillent sur la meule »

— De l'humilité et de la découverte de la parole parfaite

## Note et référence
1. ↑  Christian Jacq, Les grands sages de l’Égypte ancienne, Paris, Perrin, 2007, 247 p. (ISBN 978-2-262-03046-9), p. 44 : Ptah-hotep.
2. ↑  « Enseignement de Ptah-Hotep », sur Egyptos (consulté le 10 février 2022)